# Генок Інонга Бака
Генок Інонга Бака (фр. Henoc Inonga Baka, нар. 1 листопада 1993, Кіншаса) — футболіст ДР Конго, захисник танзанійського клубу «Сімба» і національної збірної Демократичної Республіки Конго.

## Клубна кар'єра
У дорослому футболі дебютував 2018 року виступами за команду «Ренесанс дю Конго», в якій провів три сезони. 
Своєю грою за цю команду привернув увагу представників тренерського штабу клубу «Мотема Пембе», до складу якого приєднався 2018 року. Відіграв за команду з Кіншаси наступні три сезони своєї ігрової кар'єри.
2021 року перебрався до лав «Сімби», одного з лідерів танзанійського клубного футболу.

## Виступи за збірну
2021 року дебютував в офіційних матчах у складі національної збірної Демократичної Республіки Конго.
У складі збірної був учасником Кубка африканських націй 2023 року у Кот-д'Івуарі.
| Дата       | Місто         | Господарі | Результат               | Гості            | Турнір                                          | Голи | Примітки |
| ---------- | ------------- | --------- | ----------------------- | ---------------- | ----------------------------------------------- | ---- | -------- |
| 17-1-2021  | Яунде         | ДР Конго  | 1 – 0                   | Республіка Конго | Чемпіонат африканських націй 2020 - 1-й етап    | -    |          |
| 21-1-2021  | Дуала         | Лівія     | 1 – 1                   | ДР Конго         | Чемпіонат африканських націй 2020 - 1-й етап    | -    |          |
| 25-1-2021  | Яунде         | Нігер     | 1 – 2                   | ДР Конго         | Чемпіонат африканських націй 2020 - 1-й етап    | -    |          |
| 30-1-2021  | Дуала         | ДР Конго  | 1 – 2                   | Камерун          | Чемпіонат африканських націй 2020 - чвертьфінал | -    | 0'       |
| 29-3-2021  | Кіншаса       | ДР Конго  | 1 – 0                   | Гамбія           | Відбір до Кубка африканських націй 2021         | -    | 67'      |
| 11-6-2021  | Туніс (місто) | ДР Конго  | 1 – 1                   | Малі             | товариський матч                                | -    |          |
| 23-9-2022  | Касабланка    | ДР Конго  | 0 – 1                   | Буркіна-Фасо     | товариський матч                                | -    |          |
| 27-9-2022  | Касабланка    | ДР Конго  | 3 – 0                   | Сьєрра-Леоне     | товариський матч                                | -    |          |
| 14-6-2023  | Дуала         | ДР Конго  | 1 – 0                   | Уганда           | товариський матч                                | -    |          |
| 12-9-2023  | Йоганнесбург  | ПАР       | 1 – 0                   | ДР Конго         | товариський матч                                | -    |          |
| 17-10-2023 | Лісабон       | Ангола    | 1 – 1                   | ДР Конго         | товариський матч                                | -    |          |
| 15-11-2023 | Кіншаса       | ДР Конго  | 2 – 0                   | Мавританія       | Відбір до ЧС 2026                               | -    | 86'      |
| 19-11-2023 | Беніна        | Судан     | 1 – 0                   | ДР Конго         | Відбір до ЧС 2026                               | -    |          |
| 6-1-2024   | Дубай         | ДР Конго  | 1 – 1                   | Ангола           | товариський матч                                | -    |          |
| 21-1-2024  | Сан-Педро     | ДР Конго  | 1 – 1                   | Замбія           | Кубок африканських націй 2023 - 1-й етап        | -    |          |
| 24-1-2024  | Сан-Педро     | Марокко   | 1 – 1                   | ДР Конго         | Кубок африканських націй 2023 - 1-й етап        | -    | 46'      |
| 28-1-2024  | Сан-Педро     | Єгипет    | 1 – 1 д.ч. (7 - 8 п.п.) | ДР Конго         | Кубок африканських націй 2023 - 1/8 фіналу      | -    | 65'      |
| 2-2-2024   | Абіджан       | ДР Конго  | 3 – 1                   | Гвінея           | Кубок африканських націй 2023 - чвертьфінал     | -    |          |
| Усього     |               | Матчів    | 18                      |                  | Голів                                           | 0    |          |